# Edt bei Lambach
Pour les articles homonymes, voir Edt.
Edt bei Lambach est une commune autrichienne du district de Wels-Land en Haute-Autriche.